# Frontex
Die Europäische Agentur für die Grenz- und Küstenwache (englisch European Border and Coast Guard Agency, EBCG), auch Frontex genannt (Akronym für französisch frontières extérieures ‚Außengrenzen‘), ist eine Agentur der Europäischen Union mit Sitz in Warschau, die für den Schutz der Außengrenzen des Schengen-Raums zuständig ist. Seit 2023 ist Hans Leijtens der Exekutivdirektor.
Frontex wurde 2004 als Europäische Agentur für die operative Zusammenarbeit an den Außengrenzen gegründet und war in erster Linie für die Koordinierung der Grenzkontrollen zuständig. Als Reaktion auf die Flüchtlingskrise in Europa 2015/2016 schlug die Europäische Kommission am 15. Dezember 2015 vor, das Mandat von Frontex zu erweitern und es in eine vollwertige Europäische Agentur für die Grenz- und Küstenwache umzuwandeln. Am 18. Dezember 2015 befürwortete der Europäische Rat den Vorschlag, und nach einer Abstimmung im Europäischen Parlament wurde die Europäische Grenz- und Küstenwache am 6. Oktober 2016 gegründet.
Die Hauptaufgabe der Agentur besteht darin, ein integriertes europäisches Grenzmanagement sicherzustellen. Es soll eine effiziente Steuerung der Migrationsströme garantieren und so zur Sicherheit der EU beitragen. Gleichzeitig werde damit die Freizügigkeit innerhalb des Schengenraums gewährleistet und die Grundrechte geachtet. In der Vergangenheit kam es durch Frontex wiederholt zu Menschenrechtsverletzungen gegenüber Migranten. Im Mittelpunkt der Aktivitäten der Agentur stehen die Entwicklung einer operativen Strategie für das Grenzmanagement und die Koordinierung der europäischen Mitgliedstaaten. Dazu baut Frontex bis 2027 eine ständige Reserve von 10.000 Grenzbeamten auf.

## Geschichte
Die Gründung von Frontex steht im Kontext der Implementierung des Schengen-Raums ab 1995 und der damit einhergehenden Freizügigkeit. Dies veranlasste die Europäische Union, die Zusammenarbeit zwischen den Mitgliedsländern bei der gemeinsamen Grenzüberwachung und dem Grenzschutz zu verstärken.

### Gründung

#### Vorläufer: die Gemeinsame Instanz
Im Jahr 2002 wurde eine Expertenkommission zur Sicherung der Außengrenzen mit dem Ziel gegründet, ein „integriertes Management der Außengrenzen“ zu ermöglichen. Am 7. Mai 2002 wurde dazu eine Mitteilung der europäischen Kommission mit dem Titel: „Auf dem Weg zu einem integrierten Grenzschutz an den Außengrenzen der EU-Mitgliedstaaten“ an den Rat und das Europäische Parlament übermittelt. Die Kommission schlägt dazu unter anderem die Etablierung einer „Gemeinsamen Instanz von Praktikern für die Außengrenzen“ vor. Am 13. Juni 2002 billigte der Rat den Plan der Kommission und richtete im Rahmen des Strategischen Ausschusses für Einwanderungs-, Grenz- und Asylfragen (SAEGA) eine gemeinsame Instanz von Praktikern für die Außengrenzen ein. In der zweiten Hälfte des Jahres 2002 begann die Struktur unter dem Namen SAEGA+ zu firmieren. Zu den vom Rat festgelegten Aufgaben zählt die Erarbeitung der gemeinsamen Strategie für den Schutz der Außengrenzen und die Koordinierung operativer Projekte.
Am 11. Juni 2003 kam die griechische Präsidentschaft des Rates der Europäischen Union am Ende ihres Mandates, zu dem Schluss, dass „das Fehlen eines Überwachungsmechanismus und einer Methode für eine unabhängige und sorgfältige Evaluierung sowie für die Auswertung und Nutzung der Ergebnisse besonders deutlich ist“. Daher sollte die Möglichkeit einer „neuen institutionellen Struktur“ geprüft werden, um die operative Zusammenarbeit beim Schutz der Außengrenzen zu stärken.

#### Vorschläge der Kommission
Zur Vorbereitung des Europäischen Rates vom 19. bis 21. Juni 2003 in Thessaloniki veröffentlichte die Kommission am 3. Juni 2003 eine Mitteilung über die „Entwicklung einer gemeinsamen Politik in den Bereichen Illegale Einwanderung, Schleuserkriminalität und Menschenhandel, Aussengrenzen und Rückführung illegal aufhältiger Personen“. Die Kommission weist darauf hin, dass die gemeinsame Instanz an strukturelle Grenzen stößt und schlägt vor, dass sie sich auf Koordinierungsaufgaben strategischer Art konzentriert, während die operativen Aufgaben einer ständigen Gemeinschaftsstruktur übertragen werden, die in der Lage ist, die laufenden Verwaltungs- und Koordinierungsaufgaben wahrzunehmen und in Krisensituationen eine schnelle Reaktion sicherzustellen. Am 5. Juni 2003 verabschiedete der Rat der Europäischen Union Schlussfolgerungen, in denen er die „Stärkung der Gemeinsamen Instanz als Arbeitsgruppe des Rates durch Beistellung abgeordneter Sachverständiger aus den Mitgliedstaaten an das Generalsekretariat des Rates“ forderte. Der Europäische Rat begrüßte auf seiner Tagung vom 16. und 17. Oktober 2003 die Tatsache, dass die Kommission erwägt, „einen Vorschlag für die Schaffung einer Agentur für Grenzschutz vorzulegen“.
Das Verfahren 2003/0273/CNS markiert die Gründung der Grenzschutzagentur Frontex und begann offiziell am 11. November 2003 mit der Annahme eines „Vorschlags für eine Verordnung des Rates zur Errichtung einer Europäischen Agentur für die operative Zusammenarbeit an den Außengrenzen“. Bei dem angewandten Verfahren handelt es sich dann um ein Konsultationsverfahren, was bedeutet, dass der Rat das Europäische Parlament und den Europäischen Wirtschafts- und Sozialausschuss konsultieren muss.
Am 12. November 2003 übermittelte die Europäische Kommission ihren Vorschlag an den Rat und das Europäische Parlament. Der Kommissionsvorschlag erinnert daran, dass das Ziel darin besteht, eine Gemeinschaftspolitik einzuführen, die einen „integrierten Grenzschutz“ ermöglicht und „damit ein hohes, einheitliches Niveau für Personenkontrollen und die Überwachung an den Außengrenzen sichergestellt wird“. Diese Politik sei, so die Kommission, die „Voraussetzung für einen Raum der Freiheit, der Sicherheit und des Rechts“. Rechtsgrundlage des Vorschlags ist Artikel 62 Absatz 2 Buchstabe a des EG-Vertrags.

#### Verabschiedung der Frontex-Verordnung
Am 27. November 2003 gab der Rat eine erste Stellungnahme ab. Am 29. Januar 2004 gab auch der Europäische Wirtschafts- und Sozialausschuss seine Stellungnahme ab. Am 9. März 2004 legte das Europäische Parlament seine Stellungnahme vor und schlug Änderungen vor, die Kommission lehnte diese Änderungen jedoch sofort ab. Schließlich nahm der Rat am 25. Oktober 2004 den Vorschlag im Punkt A der Tagesordnung auf und verabschiedete die Verordnung.
So wurde Frontex am 26. Oktober 2004 durch die Verordnung Nr. 2007/2004 des Rates vom 26. Oktober 2004 nach der Annahme des Haager Programms, das sich insbesondere auf eine gemeinsame Asylpolitik bezog, gegründet.

### Etablierung
Am 26. April 2005 wurde der Hauptsitz in Warschau fertiggestellt und die Organisation begann ihre Arbeit am 1. Mai. Die Agentur ist seit dem 3. Oktober 2005 operativ.
Im Mai 2007 wurde ein europäisches Seepatrouillennetzwerk gegründet. Frontex und die betroffenen Mitgliedstaaten (Frankreich, Portugal, Spanien, Malta, Zypern, Griechenland, Italien, Slowenien) organisieren gemeinsame Patrouillen mit anderen Ländern rund um das Mittelmeer.
Im Jahr 2008 äußerte eine breite Koalition von Nichtregierungsorganisationen in einer Erklärung vor dem Hohen Flüchtlingskommissar der Vereinten Nationen ihre Besorgnis darüber, dass ein Großteil der Rettungsarbeit von Frontex einer Abschreckungskampagne gleichkommt, die Asylsuchende daran hindert, Schutz im Rahmen der Genfer Konventionen in Anspruch zu nehmen.

#### Erste Operationen
Im Jahr 2011 wurden die gemeinsamen Operationen EPN-Hermès und Extension 2011 gestartet, um Italien bei seiner Politik der Migrantenkontrolle nach den Revolutionen in Tunesien und Libyen zu unterstützen.
Für Einsätze setzte die Agentur auf das Konzept sogenannter Soforteinsatzteams für Grenzsicherungszwecke (RABIT), Einheiten, die in Ausnahmesituationen und dringenden Fällen für einen begrenzten Zeitraum eingesetzt werden. Die hierfür benötigte technische Ausrüstung wird bei Bedarf über einen extra hierfür geschaffenen Katalog, den Centralised Record of Available Technical Equipment (CRATE) bereitgestellt.
Im Februar 2011 argumentierte die Agentur, dass sie an der griechisch-türkischen Grenze stark ausgelastet sei, da die Zahlen der illegalen Grenzübertritte auf 100 bis 250 pro Tag angestiegen sei. Es sei mehr Equipment und finanzielle Unterstützung notwendig, um die Grenzen zu sichern. Es sei auch wichtig, die Länder im Mittleren Osten und Nordafrika demokratisch zu stärken. Laitinen sagte, wenn die Menschen es schaffen wollen, die Grenze zu überqueren, werden sie es tun. „Wir können sie nicht erschießen.“
Das EU-Parlament in Straßburg hat am 13. September 2011 mit großer Mehrheit mehr Befugnisse für die europäische Grenzschutzagentur Frontex befürwortet. Die Agentur kann nun eigene Grenzschützer anfordern sowie eigene Ausrüstungen wie Hubschrauber und Fahrzeuge anschaffen. Damit ist sie nicht mehr so stark von den Zuweisungen der EU-Länder abhängig. Zudem soll ein Menschenrechtsbeauftragter künftig bei Einsätzen darauf achten, dass die Grundrechte eingehalten werden. Die RABIT-Einheiten erhielten nun den Namen europäische Grenzschutzteams.
Das Bundesamt für Zoll und Grenzsicherheit (BAZG) der Schweiz beteiligt sich seit 2011 an Frontex-Einsätzen an den Schengen-Aussengrenzen.

### Kompetenzerweiterungen

#### Flüchtlingskrise 2015/16

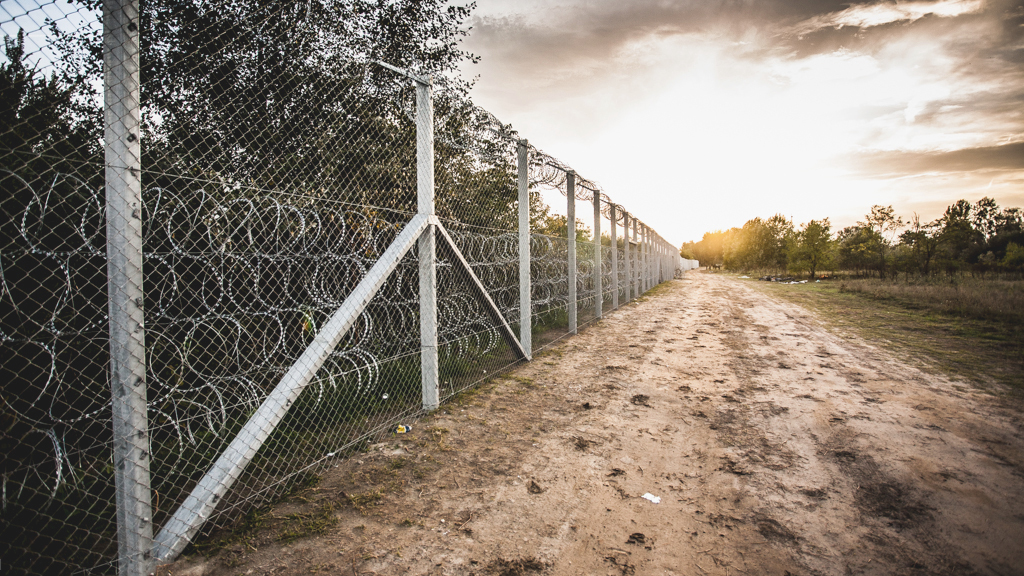
Von den ungarischen Behörden als Reaktion auf die Flüchtlingskrise 2015 errichtete Barriere an der serbisch-ungarischen Grenze.

Im Jahr 2015, im Kontext einer steigenden Zahl von Migranten an den europäischen Außengrenzen, beschlossen die europäischen Institutionen, die Rolle von Frontex zu überprüfen. Sie vertraten die Auffassung, dass die Agentur, „nur über ein begrenztes Mandat zur Unterstützung der Mitgliedstaaten bei der Sicherung ihrer Außengrenzen verfügte und unzureichend mit Personal und Ausrüstung ausgestattet sei. Frontex war für seine Ressourcen auf freiwillige Beiträge der Mitgliedstaaten angewiesen und nicht befugt, Grenzschutzeinsätze sowie Such- und Rettungsmaßnahmen durchzuführen.“

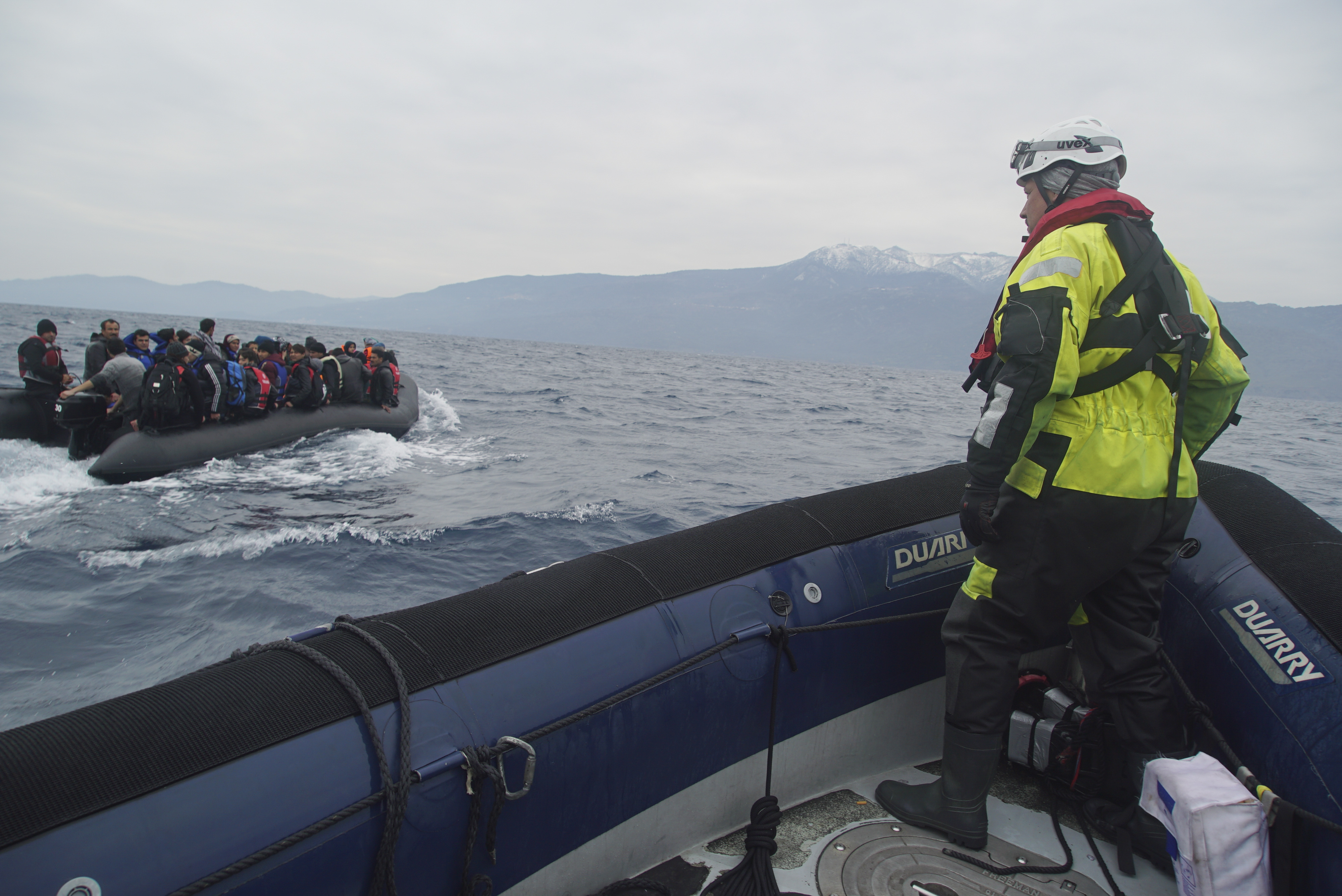
Migranten überqueren die Ägäis auf einem Boot von der türkischen Küste nordöstlich der griechischen Insel Lesbos am 29. Januar 2016.

Basierend auf den Erkenntnissen wurde die Gründungsverordnung der Agentur im Oktober 2016 zum dritten Mal seit ihrer Gründung geändert und Frontex erhielt den Namen „Europäische Agentur für die Grenz- und Küstenwache“ mit erweiterten Kompetenzen sowohl operativ als auch hinsichtlich der Überwachung und Koordinierung des Grenzmanagements. Mit dieser neuen Verordnung wurde auch die Europäische Grenz- und Küstenwache eingerichtet, die sich aus der Agentur und den für die Verwaltung der Außengrenzen zuständigen nationalen Behörden zusammensetzt. Dabei soll eine eigene, 1500 Mann starke, ständige Reserve aufgebaut werden, und die Agentur bekam das Recht, selbst Material und Fahrzeuge zu beschaffen.
Die Neuregelungen wurden am 15. Dezember 2015 von der Europäischen Kommission vorgeschlagen, um die Agentur zu stärken, welche angesichts der Flüchtlingsströme während der Flüchtlingskrise allgemein als ineffektiv angesehen wurde. Einige haben die „Migrationskrise in Europa“ daher als in Wirklichkeit eine „Krise des Migrationsmanagements“ bezeichnet. Der Vorschlag wurde insbesondere von Frankreich, Deutschland, Polen und Ungarn unterstützt. Wissenschaftler und Nichtregierungsorganisationen äußerten sich zu den Vorschlägen kritisch, da die Verordnung zu wenig zu einer effektiven Durchsetzung von EU-Menschenrechtsstandards beitragen würde.
Laut der europäischen Kommission behinderte der bisherige Aktionsrahmen und rechtliche Status von Frontex dessen Fähigkeit, effektiv zu reagieren und eine dauerhafte Lösung für die durch die „Flüchtlingskrise“ geschaffene Situation zu finden. Die Agentur war für ihre Ressourcen auf freiwillige Beiträge der Mitgliedstaaten angewiesen und verfügte nicht über eigene operative Maßnahmen und Personal und konnte ohne die vorherige Genehmigung eines Mitgliedstaats keine eigenen Abschiebe- oder Grenzschutzmaßnahmen durchführen. Darüber hinaus verfügte Frontex nicht über einen ausdrücklichen Auftrag zur Durchführung von Such- und Rettungseinsätzen auf See. Die Stärkung der Kompetenzen der Agentur im Jahr 2016 zielt darauf ab, all diese Einschränkungen zu beseitigen.
Rechtsgrundlage für diese Weiterentwicklung sind Artikel 77 Absatz 2 Buchstaben b und d sowie Artikel 79 Absatz 2 Buchstabe c des Vertrags über die Arbeitsweise der Europäischen Union. Artikel 77 ermächtigt die EU, Rechtsvorschriften zu erlassen um „schrittweise ein integriertes Grenzschutzsystem an den Außengrenzen“ zu etablieren, und Artikel 79 ermächtigt die EU, Gesetze zur Ausweisung von Staatsangehörigen aus Drittländern, die sich illegal in der EU aufhalten, umzusetzen.

#### Weiterentwicklung der Agentur 2019

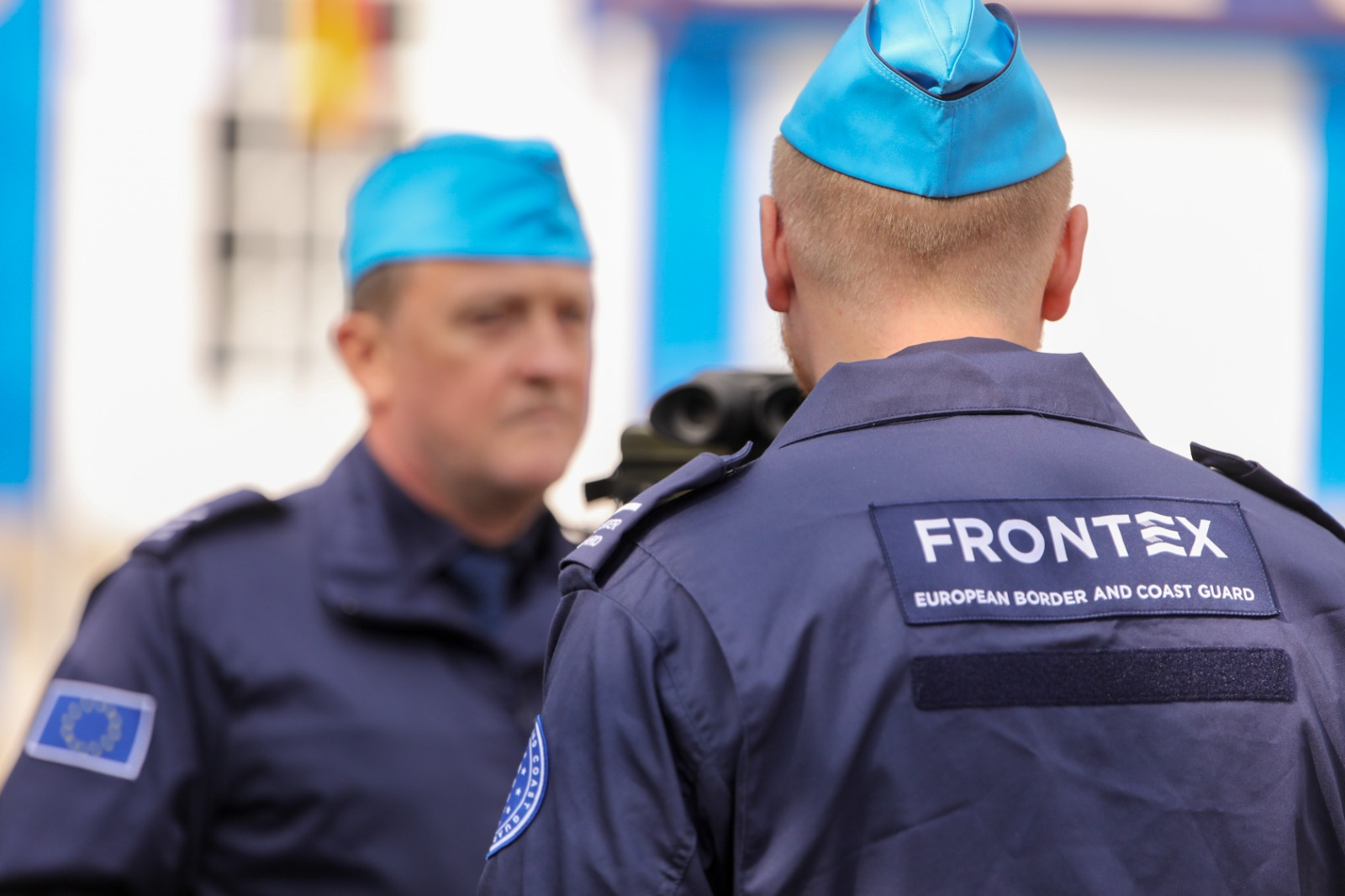
Frontex-Grenzbeamte zu Beginn des gemeinsamen Einsatzes der Agentur mit Nordmazedonien im Jahr 2023.

2019 wurden die Kompetenzen von Frontex erneut erweitert. Dies erfolgte mit der Verordnung 2019/1896, welche den aktuellen Rechtsakt für Frontex darstellt. Die wichtigsten Neuerungen bestanden in der Einrichtung einer ständigen Reserve, dem ersten uniformierten Strafverfolgungsdienst der EU. Die Reserve besteht aus Statutspersonal von Frontex und aus Personal, das von den europäischen Staaten für kurzzeitige Entsendungen und langfristige Abordnungen verpflichtend bereitzustellen ist. Die ständige Reserve soll schrittweise ausgebaut werden, bis 2027 auf eine Kapazität von 10.000 Grenzschutzbeamten, darunter 3.000 von der Agentur beschäftigte Grenzschützer. Gleichzeitig soll der Haushalt von Frontex von 460 Millionen Euro im Jahr 2020 auf durchschnittlich 900 Millionen Euro pro Jahr aufgestockt werden, um den erweiterten Aufgaben und Funktionen der Agentur Rechnung zu tragen.
Im Jahr 2020 veröffentlichten Journalisten Hinweise, wonach Frontex-Einheiten an völkerrechtswidrigen Pushbacks, das heißt am Zurückdrängen aufs offene Meer von Flüchtlingen, die bereits europäischen Boden erreicht hatten, in der Ägäis beteiligt gewesen sein könnten. Hierzu fand im Januar 2021 eine Anhörung vor dem Innenausschuss des Deutschen Bundestages statt. Parallel dazu ermittelt das Europäische Amt für Betrugsbekämpfung (OLAF) gegen Frontex. Nach einer am 28. Februar 2022 vorgestellten Zusammenfassung des OLAF-Berichts sollen Führungskräfte bei Frontex absichtlich Pushbacks durch griechische Grenzschützer vertuscht haben. Der Rücktritt von Frontex-Direktor Fabrice Leggeri am 29. April 2022 wird in diesem Zusammenhang gesehen.
Seit dem 1. März 2023 ist Hans Leijtens neuer Exekutivdirektor von Frontex. Er wolle Frontex einerseits schlagkräftiger und effizienter im Grenzmanagement machen und gleichzeitig stärker auf die effektive Einhaltung von Menschenrechten achten. Bei seiner Anhörung im Europäischen Parlament sagte er dazu: „Die Einhaltung von Menschenrechten ist kein Widerspruch, sondern Teil der Aufgabe. Denn die Grundrechte gehören zu uns als europäische Gemeinschaft, und die Einhaltung dieser Werte liegt auch in unserer Verantwortung.“

## Rechtliche Grundlage
Der Frontex zugrundeliegende Rechtsakt war die am 26. Oktober 2004 vom Rat der EU erlassene Verordnung (EG) Nr. 2007/2004 zur Errichtung einer Europäischen Agentur für die operative Zusammenarbeit an den Außengrenzen der Europäischen Union. Rechtsgrundlage für diesen Rechtsakt war dabei insbesondere der Artikel 62 Absatz 2 Buchstabe a des EG-Vertrags. Dieser sieht vor, dass die Gemeinschaft Maßnahmen zum Schutz der Außengrenzen erlassen kann, darunter „Normen und Verfahren, die von den Mitgliedstaaten bei der Durchführung der Personenkontrollen an diesen Grenzen einzuhalten sind.“
Zwischen 2005 und 2016 wurde dieser Rechtsakt mehrmals durch die folgenden Verordnungen und Entscheidungen verändert oder ergänzt:
- 11. Juli 2007: Verordnung (EG) Nr. 863/2007 des Europäischen Parlaments und des Rates über den Mechanismus zur Bildung von Soforteinsatzteams für Grenzsicherungszwecke und zur Änderung der Verordnung (EG) 2007/2004 des Rates hinsichtlich dieses Mechanismus und der Regelung der Aufgaben und Befugnisse der abgestellten Beamten[47]
- 16. März 2005: Entscheidung des Rates 2005/267/EG zur Einrichtung eines sicheren web-gestützten Informations- und Koordinierungsnetzes für die Migrationsbehörden der Mitgliedstaaten[48]
- 9. März 2016: Verordnung (EU) 2016/399 des Europäischen Parlaments und des Rates über einen Gemeinschaftskodex für das Überschreiten der Grenzen durch Personen (Schengener Grenzkodex)[49].

Als Antwort auf die Europäische Flüchtlingskrise 2015 beschloss die Europäische Kommission eine Überarbeitung des europäischen Rechtsrahmens, mit dem Ziel ein effektiveres Grenzmanagement an den Außengrenzen sicherzustellen. Teil dieser Bemühungen war die Umstrukturierung und Ausweitung des Mandats von Frontex, durch die von Parlament und Rat erlassene Verordnung (EU) 2016/1624 über die Europäische Grenz- und Küstenwache und zur Änderung der Verordnung (EU) 2016/399 des Europäischen Parlaments und des Rates sowie zur Aufhebung der Verordnung (EG) Nr. 863/2007 des Europäischen Parlaments und des Rates, der Verordnung (EG) Nr. 2007/2004 des Rates und der Entscheidung des Rates 2005/267/EG vom 14. September 2016. Die aktuellste in Kraft befindliche Verordnung ist die Verordnung (EU) 2019/1896 des Europäischen Parlaments und des Rates vom 13. November 2019 über die Europäische Grenz- und Küstenwache und zur Aufhebung der Verordnungen (EU) Nr. 1052/2013 und (EU) 2016/1624.
Rechtsgrundlage für diese neuen Kompetenzerweiterungen bildet der Vertrag über die Arbeitsweise der Europäischen Union, insbesondere Artikel 77 Absatz 2 Buchstaben b und d sowie Artikel 79 Absatz 2 Buchstabe c. Artikel 77 ermächtigt die EU, Rechtsvorschriften zu erlassen, um „schrittweise ein integriertes Grenzschutzsystem an den Außengrenzen“ sowie „gemeinsame Verfahren für die Gewährung und den Entzug des einheitlichen Asylstatus beziehungsweise des subsidiären Schutzstatus“ zu etablieren. Artikel 79 ermächtigt die EU, eine gemeinsame Einwanderungspolitik zu etablieren, um „eine wirksame Steuerung der Migrationsströme, eine angemessene Behandlung von Drittstaatsangehörigen, die sich rechtmäßig in einem Mitgliedstaat aufhalten, sowie die Verhütung und verstärkte Bekämpfung von illegaler Einwanderung und Menschenhandel gewährleisten.“ Dies beinhaltet ausdrücklich Maßnahmen im Bereich „illegale Einwanderung und illegaler Aufenthalt, einschließlich Abschiebung und Rückführung solcher Personen, die sich illegal in einem Mitgliedstaat aufhalten.“

## Organisation
Der Europäischen Kommission zufolge ist die Europäische Agentur für die Grenz- und Küstenwache „eine Europäische Agentur für die Grenz- und Küstenwache, die aus der Frontex-Agentur und den für das Grenzmanagement zuständigen Behörden der Mitgliedstaaten“. Das laufende Grenzmanagement liegt dabei weiterhin in der Verantwortung der Mitgliedstaaten. Es wird erwartet, dass die neue Europäische Agentur für die Grenz- und Küstenwache eine unterstützende Rolle für Mitgliedsstaaten bildet, sowie eine koordinierende Rolle für das Gesamtmanagement der europäischen Außengrenzen übernehmen wird. Die Sicherung und Überwachung der Außengrenzen der Europäischen Union (EU, faktisch Schengen-Raum, einschließlich der mit dem Schengen-Raum assoziierten Länder sowie EU-Mitglieder, die dem Schengen-Raum noch nicht beigetreten sind, aber dazu verpflichtet sind) liegt in der gemeinsamen Verantwortung der Agentur und der nationalen Behörden.

### Agentur
Die Europäische Agentur für die Grenz- und Küstenwache ist eine Weiterentwicklung der Agentur Frontex und behält daher die gleiche Rechtspersönlichkeit. Ziel dieser Änderung ist es, die Kompetenzen der Agentur zu erhöhen und sie besser auf die Ausübung ihrer operativen Tätigkeit vorzubereiten. Frontex ist eine europäische Agentur mit eigener Rechtsfähigkeit und damit nicht unmittelbar gegenüber der Kommissarin für Inneres oder der Generaldirektion Migration und Inneres weisungsgebunden. Die Kontrolle wird über den Verwaltungsrat ausgeübt, der unter anderem die strategischen Beschlüsse fasst. In diesen entsenden alle Schengen-Staaten (einschließlich Beitrittskandidaten) je einen und die Europäische Kommission zwei Vertreter. Der EU-Mitgliedstaat Irland, der nicht Teil des Schengen-Raums ist, darf mit einem Vertreter ohne Stimmrecht an den Sitzungen des Verwaltungsrats teilnehmen.

#### Direktor

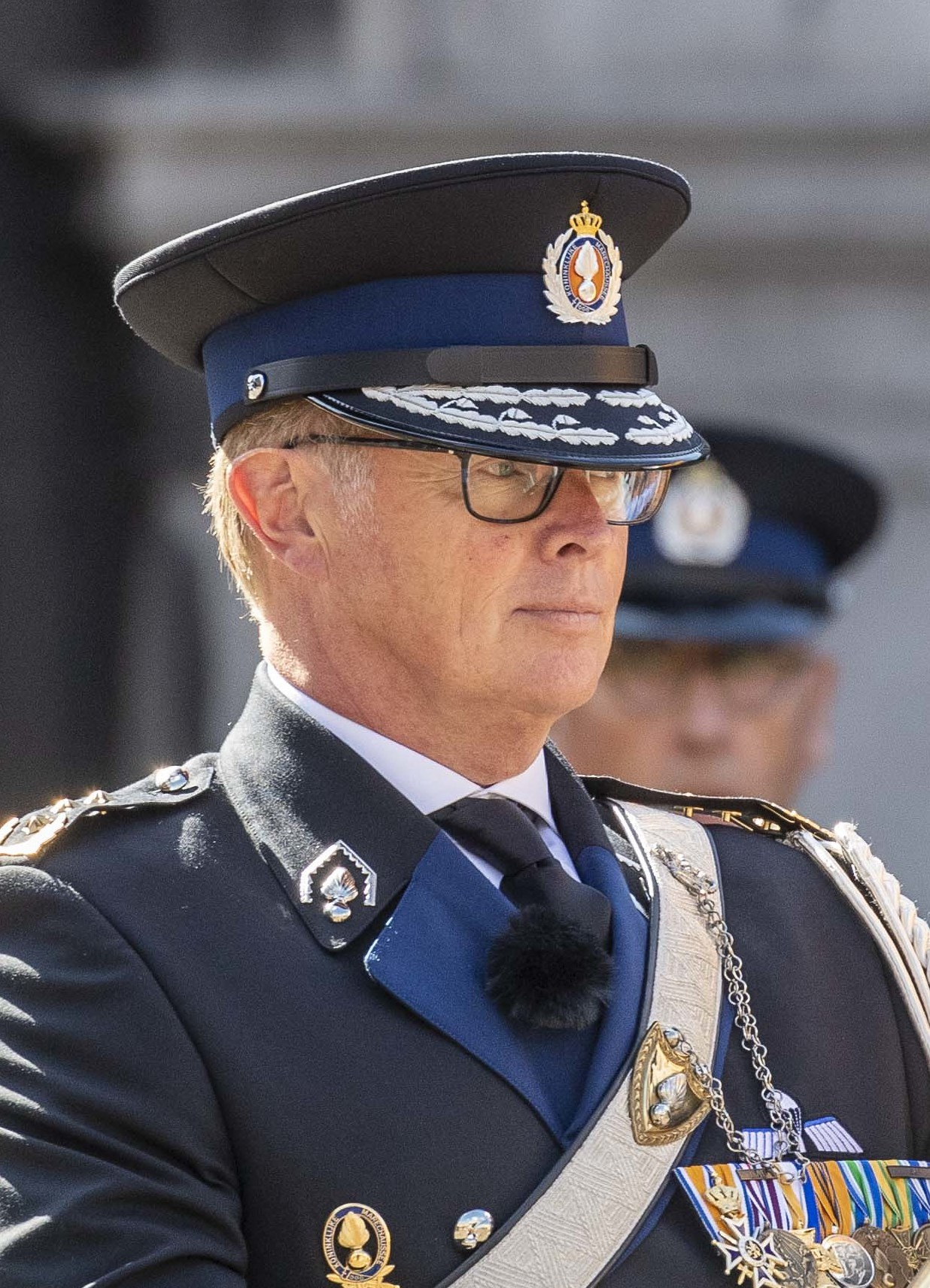
Exekutivdirektor Hans Leijtens als Generalleutnant der Königlichen Marechaussee (2019)

Der Verwaltungsrat ernennt auf Vorschlag der EU-Kommission den Exekutivdirektor, dem die Leitung der Agentur obliegt. Ihm nachgeordnet sind drei stellvertretende Exekutivdirektoren, jeweils mit besonderer Zuständigkeit für verschiedene Aufgabenbereiche der Agentur. Exekutivdirektor seit 2023 ist Hans Leijtens.

#### Budget
Das Budget von Frontex setzt sich aus Beiträgen der Schengen-Mitgliedstaaten sowie in einzelnen Jahren aus Beiträgen Norwegens, Islands und Irlands zusammen. 2005 verfügte die Agentur über 6,2 Millionen Euro, 2006 über 19,2 Millionen Euro, 2007 über 22,2 Millionen Euro und 2008 über 70 Millionen Euro zuzüglich eines Reserve-Budgets von 13 Millionen Euro. 2011 lag das Budget bei 118 Millionen Euro, fiel aber 2012 auf 85 Millionen Euro. Seitdem steigt das Budget kontinuierlich. Von 143 Millionen Euro im Jahr 2015 stieg es bis auf 361 Millionen Euro im Jahr 2020 und 754 Millionen im Jahr 2022. Im Jahr 2023 erreichte das Budget 845 Millionen Euro.
2015 hatte die Agentur 336 Mitarbeiter. Zusätzlich konnte sie über 78 aus Teilnehmerstaaten abgeordnete Mitarbeiter verfügen. Im Jahr 2019 waren es 1500 Mitarbeiter.
| Jahr | Budget in Mio. € | Mitarbeiter | Budget pro Mitarbeiter in € |
| ---- | ---------------- | ----------- | --------------------------- |
| 2005 | 6                | 45          | 122.222                     |
| 2011 | 118              | 304         | 388.816                     |
| 2012 | 85               | 303         | 295.710                     |
| 2013 | 94               | 302         | 311.258                     |
| 2014 | 93               | 311         | 300.322                     |
| 2015 | 142              | 309         | 463.754                     |
| 2016 | 254              | 365         | 589.041                     |
| 2017 | 302              | 488         | 618.852                     |
| 2018 | 320              | 643         | 497.667                     |
| 2019 | 333              | 750         | 444.000                     |
| 2020 | 364              | 1223        | 376.124                     |
| 2021 | 535              | 1513        | 358.890                     |
| 2022 | 754              | 2141        | 352.171                     |
| 2023 | 829              | 2233        | 371.249                     |

#### Ständige Reserve
Im Rahmen seiner Mandatserweiterung wurde 2019 die Einführung einer ständigen Reserve beschlossen. Damit wurde der erste uniformierte Strafverfolgungsdienst der EU eingeführt. Die Reserve besteht aus Statutspersonal von Frontex und aus Personal, das von den europäischen Staaten für kurzzeitige Entsendungen und langfristige Abordnungen verpflichtend bereitzustellen ist. Die ständige Reserve soll schrittweise ausgebaut werden, bis 2027 auf eine Kapazität von 10.000 Grenzschutzbeamten, darunter 3.000 von der Agentur beschäftigte Grenzschützer.
Darüber hinaus hat Frontex die Befugnis, eigenes Material wie Fahrzeuge, Waffen, Flugzeuge und Drohnen zu erwerben.

#### Befugnisse
Frontex hat die Befugnis Kontrollen des Grenzmanagements der Mitgliedsstaaten durchzuführen. Werden bei einem Stresstest Mängel in der Funktionsweise des Grenzmanagements eines Mitgliedstaats festgestellt, kann die Agentur von dem betreffenden Mitgliedstaat verlangen, umgehend Abhilfemaßnahmen zu ergreifen. In Krisensituationen, die das Funktionieren des Schengen-Raums gefährden, oder wenn bestehende Lücken nicht geschlossen werden, kann die Agentur selbst direkt eingreifen, um sicherzustellen, dass vor Ort Maßnahmen ergriffen werden, die das effektive Funktionieren des integrierten Grenzschutzes sicherstellen.
Die Mitgliedstaaten können gemeinsame Einsätze, schnelle Grenzeinsätze und den Einsatz von Küsten- und Grenzschutzteams zur Unterstützung nationaler Behörden beantragen. In einem Krisenfall, insbesondere wenn die Maßnahmen eines Mitgliedstaats zur Bewältigung der Krise nicht ausreichen, ist die europäische Kommission befugt, einen Durchführungsbeschluss zu erlassen, der festlegt, dass die Steuerung auf EU-Ebene an einem bestimmten Abschnitt der Außengrenzen dringend erforderlich ist. Auf der Grundlage dieser Entscheidung kann Frontex eingreifen und ihre Teams einsetzen, um sicherzustellen, dass vor Ort Maßnahmen zum Grenzschutz ergriffen werden, selbst wenn ein Mitgliedstaat nicht in der Lage oder nicht bereit ist, die erforderlichen Maßnahmen zu durchzuführen.

#### Grundrechte
Frontex verfügt seit 2011 über ein Konsultationsforum für Grundrechtsfragen an dem sich derzeit 14 internationale Organisationen beteiligen. Für die Überwachung der Einhaltung der Grundrechte im Tagesgeschäft ist ein Grundrechtsbeauftragter zuständig. Dieser wird nach Konsultation des Konsultationsforums unmittelbar vom Verwaltungsrat ernannt. Durch die Verordnung (EU) 2019/1896 wurde das Mandat und die Befugnisse des Grundrechtsbeauftragten erweitert. Der Grundrechtsbeauftragte „erstellt Gutachten über jegliche Tätigkeiten von Frontex sowohl auf verfahrenstechnischer wie operativer Ebene und in Bezug auf die Zusammenarbeit von Frontex mit Partnern, in denen er die Herausforderungen im Bereich Grundrechte, mögliche Verstöße gegen die Grundrechte und die diesbezüglichen Risiken ermittelt.“ Außerdem informiert und berät den Exekutivdirektor bei möglichen Verstößen gegen die Grundrechte im Zuge der Tätigkeiten der Agentur. Darüber hinaus veröffentlicht er einen jährlichen Grundrechtsbericht, welcher über den Status der Grundrechte in der Agentur im Rahmen der Grundrechtsstrategie informiert.

### Nationale Behörden
Gemäß der Verordnung (EU) 2019/1896 obliegt das integrierte Grenzmanagement der Außengrenzen auch den nationalen Behörden der Mitgliedsländer. Dies beinhaltet sowohl die Land- und die Seegrenzen.
| Mitgliedsstaat | Grenzschutzbehörde                          |
| -------------- | ------------------------------------------- |
| Estland        | Polizei- und Grenzschutzamt                 |
| Finnland       | Finnischer Grenzschutz                      |
| Griechenland   | Polizei                                     |
| Kroatien       | Polizei (Hrvatska policija)                 |
| Lettland       | Lettischer Grenzschutz (Valsts Robežsardze) |
| Litauen        | Staatsgrenzschutzamt                        |
| Norwegen       | Garnison von Sør-Varanger                   |
| Polen          | Polnischer Grenzschutz (Straż Graniczna)    |
| Slowakei       | Grenz- und Ausländerpolizei                 |
| Spanien        | Guardia Civil                               |
| Ungarn         | Polizei (Rendőrség)                         |

| Mitgliedsstaat | Küstenwache                                                               |
| -------------- | ------------------------------------------------------------------------- |
| Belgien        | Belgische Küstenwache                                                     |
| Dänemark       | Dänische Heimwehr                                                         |
| Deutschland    | Küstenwache des Bundes                                                    |
| Estland        | Polizei- und Grenzschutzamt                                               |
| Finnland       | Finnischer Grenzschutz                                                    |
| Frankreich     | Gendarmerie maritime                                                      |
| Griechenland   | Hellenische Küstenwache                                                   |
| Island         | Isländische Küstenwache                                                   |
| Italien        | Guardia di Finanza Guardia costiera                                       |
| Kroatien       | Küstenwache der Republik Kroatien                                         |
| Lettland       | Lettischer Grenzschutz (Valsts Robežsardze) Lettische Marine              |
| Litauen        | Staatsgrenzschutzamt                                                      |
| Malta          | Seegeschwader der maltesischen Streitkräfte                               |
| Niederlande    | Niederländische Küstenwache                                               |
| Norwegen       | Norwegische Küstenwache                                                   |
| Polen          | Polnischer Grenzschutz (Straż Graniczna)                                  |
| Portugal       | Portugiesische Küstenwache (Sistema de Autoridade Marítima)               |
| Spanien        | Guardia Civil Gesellschaft für Seerettung und -sicherheit Spanischer Zoll |
| Schweden       | Schwedische Küstenwache                                                   |

## Aufgaben

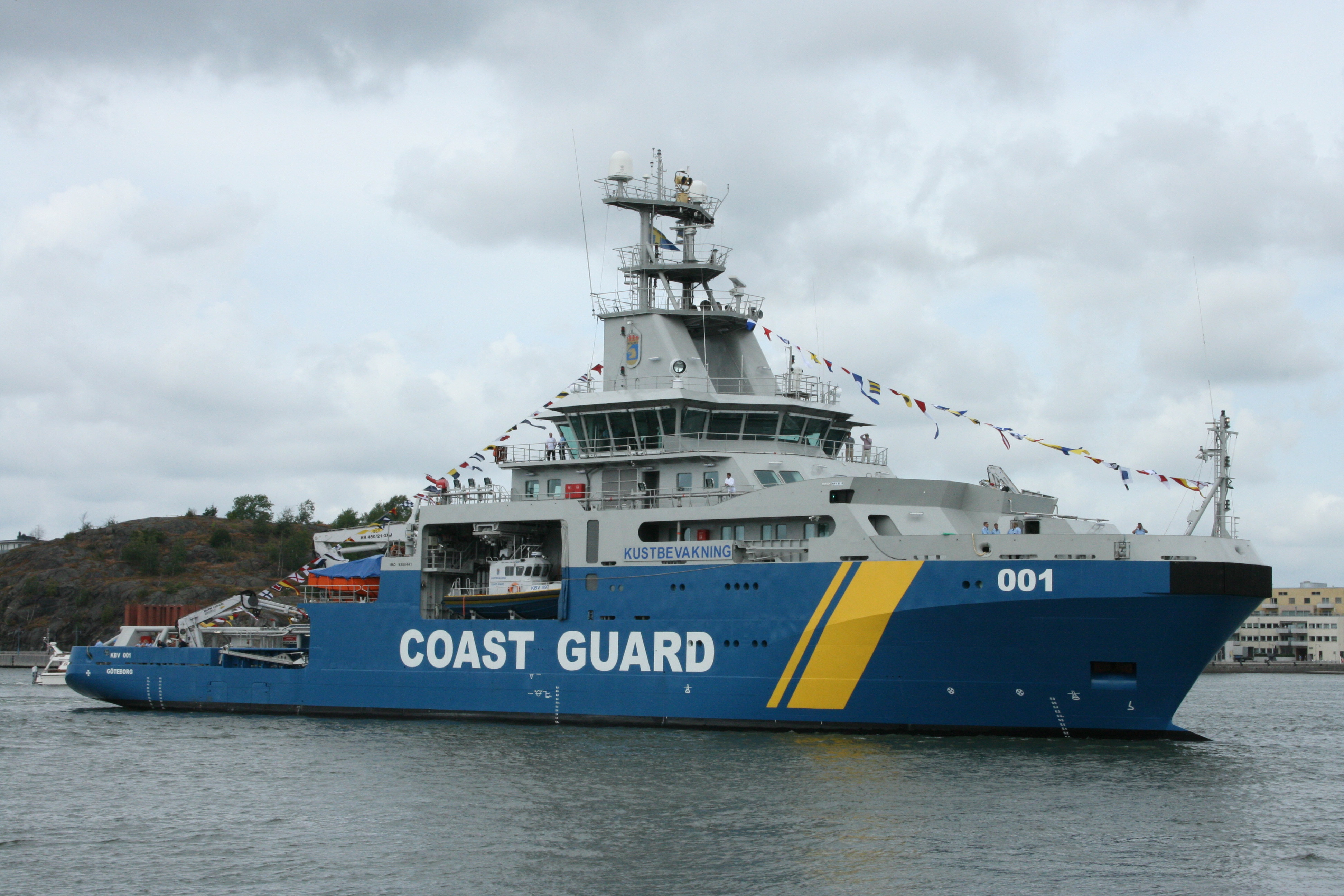
Das schwedische Patrouillenboot Poseidon ist Teil der Europäischen Küstenwache

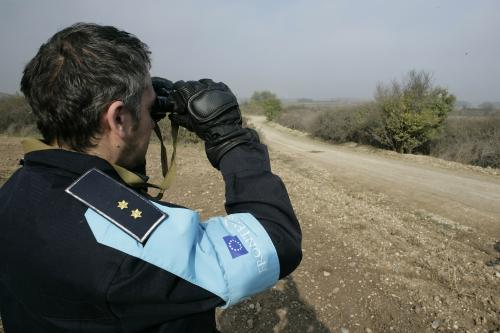
Ein Frontex-Polizist überwacht die Grenze zwischen Griechenland und der Türkei.

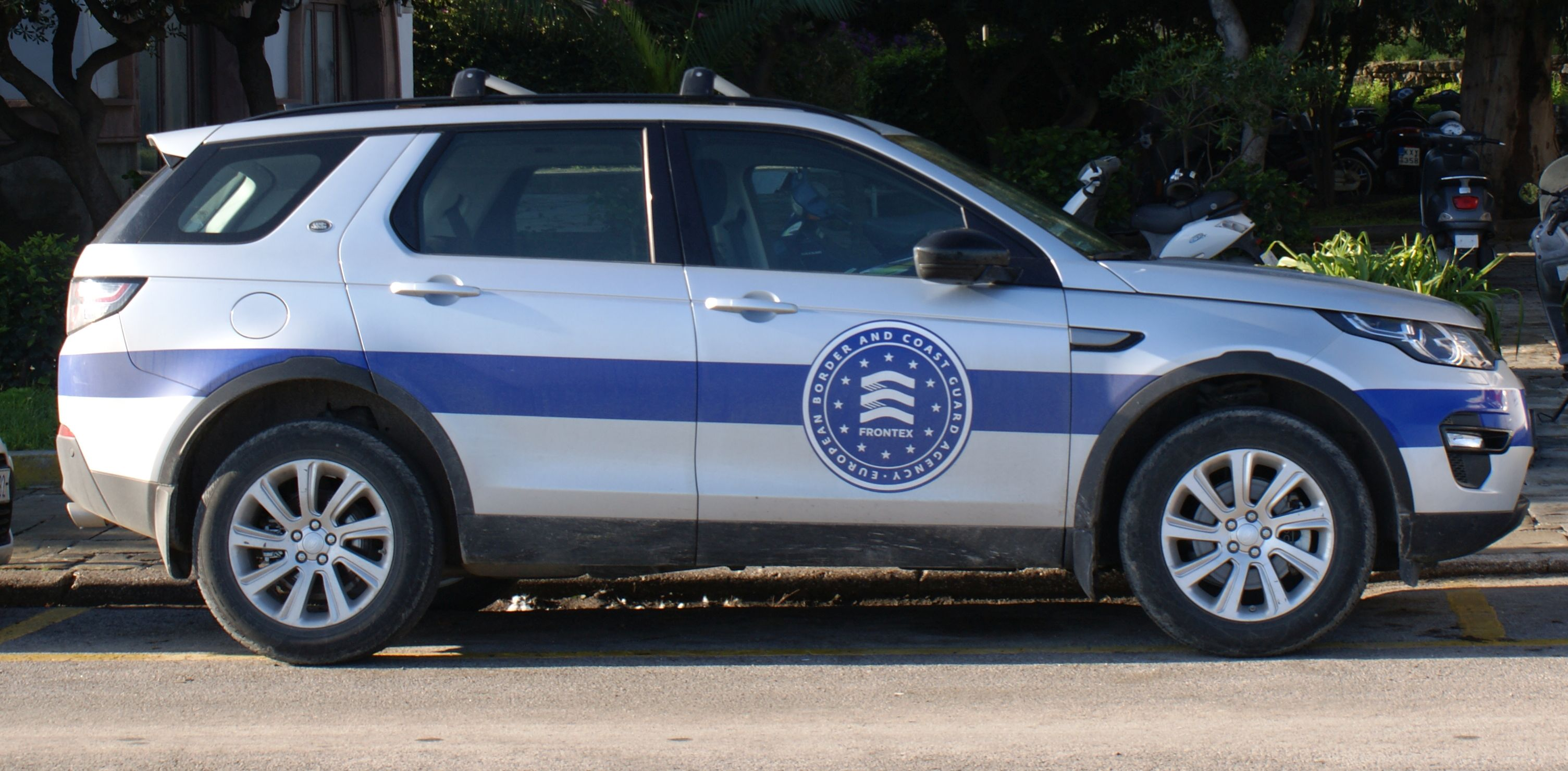
Einsatzfahrzeug von Frontex in Griechenland

Schengen-Raum
Länder mit offenen Grenzen
Werden künftig Teil des Schengengebiets

Die Agentur und die Grenzschutzbehörden der Mitgliedsstaaten sind gemeinsam für den Schutz der gesamten Außengrenze des Schengen-Raums zuständig. In diesem Rahmen führt Frontex Risikoanalysen, Lagebeobachtungen und Schwachstellenbeurteilungen durch, auf dessen Grundlage die Kapazitäten und die Einsatzbereitschaft der einzelnen Grenzschutzbehörden bewertet werden. Für die Aufgaben vor Ort stellt Frontex Strafverfolgungsbeamte, Schiffe, Flugzeuge und Ausrüstung bereit, welche insbesondere für Soforteinsätze in Notsituationen bereitstehen.
Außerdem verfolgt sie die Entwicklungen der für die Kontrolle und Überwachung der Außengrenzen relevanten Forschung, unterstützt die Zusammenarbeit von Strafverfolgungsbehörden, EU-Agenturen und Zollbehörden an den Seegrenzen, teilt gesammelte Informationen über kriminelle Aktivitäten mit relevanten nationalen Behörden, Europol und anderen europäischen Agenturen und leistet die erforderliche Hilfe bei der Organisation gemeinsamer Rückführungsaktionen der Mitgliedstaaten.
Die genauen Aufgaben von Frontex lassen sich aus der jeweils aktuellen Rechtsgrundlage herleiten. Die aktuelle Grundlage beruht auf der Verordnung (EU) 2019/1896 vom 13. November 2019. Laut dieser Verordnung sind die Aufgaben der Europäischen Agentur für die Grenz- und Küstenwache (Frontex):

### Grenzmanagement
- Überwachung des Migrationsstroms und Risikoanalysen zu allen Aspekten des integrierten Grenzmanagements
- Überwachung des Grenzmanagements der Außengrenzen mithilfe von Verbindungsbeamten der Agentur in den Mitgliedstaaten
- Unterstützung der Mitgliedstaaten durch die Koordinierung und Organisation gemeinsamer Aktionen in Situationen, die eine verstärkte technische und operative Unterstützung an den Außengrenzen erfordern, wozu im Einklang mit dem Recht der Union und dem Völkerrecht auch die Unterstützung in humanitären Notsituationen und Seenotrettungen gehören können
- technische und operative Unterstützung von Mitgliedstaaten und Drittstaaten im Einklang mit der Verordnung (EU) 656/2014 und dem Völkerrecht zur Unterstützung von Such- und Rettungseinsätzen, die Menschen in Seenot gelten und sich unter Umständen während einer Grenzüberwachungsaktion auf See ergeben
- Entsendung der ständigen Reserve im Rahmen von Grenzmanagementsteams, Teams zur Unterstützung des Migrationsmanagement und Rückkehrteams für gemeinsame Aktionen, sowie für Soforteinsätze zu Grenzsicherungszwecken, Rückkehraktionen und Rückkehreinsätze
- Bereitstellung der notwendigen Ausrüstung und der notwendigen Grenzschutzbeamten und sonstigen Fachkräfte für den Soforteinsatzpool zur konkreten Durchführung der Maßnahmen, die in Situationen erforderlich sind, in denen dringendes Handeln an den Außengrenzen geboten ist
- Zusammenstellung und Entsendung europäischer Grenz- und Küstenwacheteams, die für gemeinsame Aktionen, Soforteinsätze zu Grenzsicherungszwecken und im Rahmen von Teams zur Unterstützung der Migrationsverwaltung eingesetzt werden, einschließlich der Einrichtung eines Soforteinsatzpools;

### Migrationsmanagement
- Interventionen im Rahmen der Unterstützung des Migrationsmanagements in Brennpunkten:
  - Entsendung europäischer Grenz- und Küstenwacheteams und Bereitstellung technischer Ausrüstung zur Unterstützung bei der Personenüberprüfung, der Befragung, der Identitätsfeststellung und der Abnahme von Fingerabdrücken
  - Erstellung eines Verfahrens für Erstinformationen an Personen und den Verweis von Personen, die internationalen Schutz benötigen oder beantragen wollen, einschließlich eines Verfahrens zur Identifizierung von Angehörigen schutzbedürftiger Gruppen, im Zusammenwirken mit dem EASO und zuständigen nationalen Behörden
- Unterstützung der Mitgliedstaaten in Situationen, die eine verstärkte technische und operative Unterstützung erfordern, um der Rückkehrverpflichtung zur Rückkehr verpflichteter Personen nachzukommen, wozu auch die Koordinierung oder Organisation von Rückkehraktionen gehört
- Entsendung von Rückkehrteams bei Rückkehreinsätzen
- Einrichtung eines Pools von Rückführungsbeobachtern
- Unterstützung in allen Phasen des Rückkehrprozesses, ohne auf die Begründetheit der Rückkehrentscheidungen einzugehen, die weiterhin in die alleinige Zuständigkeit der Mitgliedstaaten fallen, Unterstützung bei der Koordinierung und Organisation von Rückkehraktionen und technische und operative Unterstützung bei der Erfüllung der Pflicht, sicherzustellen, dass zur Rückkehr verpflichtete Personen zurückkehren, und bei Rückkehraktionen und -einsätzen, auch in Situationen, die eine verstärkte Unterstützung erfordern
- Unterstützung der Mitgliedstaaten dabei, Personen die Überschreitung der Außengrenzen zu erleichtern

### Koordinierung
- Zusammenarbeit zwischen den einschlägigen Organen, Einrichtungen und sonstigen Stellen der Union in den von dieser Verordnung erfassten Bereichen, einschließlich eines regelmäßigen Informationsaustauschs
- Durchführung von Schwachstellenbeurteilungen, einschließlich Bewertungen der Kapazitäten und der Einsatzbereitschaft der Mitgliedstaaten zur Bewältigung von Gefahren und Herausforderungen an den Außengrenzen
- Überwachung der Einhaltung der Grundrechte bei allen ihren Tätigkeiten an den Außengrenzen und bei Rückkehraktionen
- Beobachtung der operativen Bedürfnisse der Mitgliedstaaten in Bezug auf die Durchführung von Rückkehr, unter anderem durch die Sammlung operativer Daten
- Unterstützung bei der Entwicklung technischer Normen für Ausrüstungen, insbesondere Ausrüstungen für taktische Führung, Kontrolle und Kommunikation sowie technische Überwachung, um die Interoperabilität auf Unionsebene und auf nationaler Ebene zu gewährleisten
- Unterstützung der Entwicklung technischer Normen für Ausrüstung im Bereich Grenzkontrollen und Rückkehr, auch für die Verbindung von Systemen und Netzen, und gegebenenfalls der Entwicklung gemeinsamer Mindeststandards für die Überwachung der Außengrenzen gemäß der jeweiligen Zuständigkeiten der Mitgliedstaaten und der Kommission
- im Rahmen des jeweiligen Mandats der betroffenen Agenturen Zusammenarbeit mit Europol und Eurojust und Unterstützung der Mitgliedstaaten in Situationen, die zur Bekämpfung von grenzüberschreitender Kriminalität und Terrorismus eine verstärkte technische und operative Unterstützung an den Außengrenzen erfordern
- Zusammenarbeit mit dem EASO im Rahmen seines Mandats, insbesondere zur Unterstützung von Maßnahmen in Fällen, in denen Drittstaatsangehörige, deren Antrag auf internationalen Schutz durch eine endgültige Entscheidung abgelehnt wurde, zur Rückkehr verpflichtet sind
- Zusammenarbeit mit der Europäischen Fischereiaufsichtsagentur (EFCA) und der Europäischen Agentur für die Sicherheit des Seeverkehrs (EMSA), im Rahmen des jeweiligen Mandats, zur Unterstützung der nationalen Behörden, die Aufgaben der Küstenwache nach Artikel 69 wahrnehmen, einschließlich der Rettung von Menschenleben auf See, durch die Bereitstellung von Dienstleistungen, Informationen, Ausrüstung und Schulungen sowie durch die Koordinierung von Mehrzweckeinsätzen
- Zusammenarbeit mit Drittstaaten im Hinblick auf die unter die Verordnung fallenden Bereiche, u. a. durch den möglichen operativen Einsatz von Grenzverwaltungsteams in Drittstaaten
- Unterstützung von Mitgliedstaaten und Drittstaaten bei ihrer technischen und operativen Zusammenarbeit in Bereichen, die durch diese Verordnung geregelt werden
- Unterstützung von Mitgliedstaaten und Drittstaaten bei der Schulung der nationalen Grenzschutzbeamten, der sonstigen Fachkräfte und der nationalen Rückkehrexperten, unter anderem durch die Festlegung gemeinsamer Schulungsstandards und -programme, auch im Bereich der Grundrechte

### Informationsaustausch und Innovation
- Erarbeitung technischer Normen für den Informationsaustausch
- Unterstützung der Entwicklung und des Betriebs von EUROSUR
- Einrichtung und Betreuung des gemeinsamen Kommunikationsnetzes
- Verwaltung und Betrieb des in Artikel 79 genannten FADO-Systems und Unterstützung der Mitgliedstaaten bei der Erleichterung der Aufdeckung von Dokumentenbetrug
- im Einklang mit der Verordnung (EU) 2018/1725 Entwicklung und Betrieb von Informationssystemen, die einen raschen und zuverlässigen Informationsaustausch über sich abzeichnende Risiken bei der Verwaltung der Außengrenzen, bei der illegalen Einwanderung und bei der Rückkehr ermöglichen, in enger Zusammenarbeit mit der Kommission, den Einrichtungen und sonstigen Stellen der Union sowie mit dem durch die Entscheidung 2008/381/EG des Rates (36) eingerichteten Europäischen Migrationsnetzwerk
- Erfüllung der Aufgaben und Pflichten der Agentur gemäß der Verordnung (EU) 2018/1240 des Europäischen Parlaments und des Rates (37) sowie Sicherstellung der Einrichtung und des Betriebs der ETIAS-Zentralstelle nach Artikel 7 der genannten Verordnung.
- Entwicklung und Verwaltung eigener personeller und technischer Kapazitäten mit der Unterstützung eines internen Qualitätskontrollmechanismus, um zur ständigen Reserve, einschließlich der Einstellung und Schulung von Bediensteten, die als Teammitglieder handeln, und zum Pool für technische Ausrüstung beizutragen
- Beteiligung an der Konzeption und Organisation von Forschungs- und Innovationstätigkeiten, die für die Kontrolle der Außengrenzen relevant sind, einschließlich in Bezug auf den Einsatz fortgeschrittener Überwachungstechnologien, und Entwicklung eigener Pilotprojekte, sofern diese für die Durchführung von in dieser Verordnung vorgesehenen Tätigkeiten erforderlich sind
- gegebenenfalls Bereitstellung der erforderlichen Unterstützung für die Entwicklung eines gemeinsamen Raums für den Austausch von Informationen, auch für die Interoperabilität der Systeme

### Grundrechtsmanagement
- Zusammenarbeit mit der FRA, im Rahmen ihrer jeweiligen Mandate, zur Sicherstellung der kontinuierlichen und einheitlichen Anwendung des Besitzstands der Union im Bereich der Grundrechte
- Einhaltung hoher Standards für das Grenzmanagement, wobei Transparenz und öffentliche Kontrolle unter uneingeschränkter Einhaltung des geltenden Rechts und die Achtung, der Schutz und die Förderung der Grundrechte sichergestellt werden

Die Verordnung (EU) 2019/1896 vom 13. November 2019 ist eine Weiterentwicklung der Verordnung (EU) 2016/1624 vom 14. September 2016, welche eine Erweiterung der Kompetenzen und Aufgaben von Frontex brachte. Zuvor waren die Aufgaben in der Verordnung (EG) Nr. 2007/2004 festgelegt. Ein entscheidender Unterschied ist, dass früher die Hauptaufgabe von Frontex darin bestand, den Schutz der verschiedenen Mitgliedstaaten an ihrem eigenen Abschnitt der Schengen-Grenze zu koordinieren. Jetzt sind die Grenzschutzbehörden der Mitgliedsstaaten und Frontex gemeinsam für den Schutz der Außengrenzen des Schengen-Raums zuständig. Dadurch vergrößerte sich die regulatorische und operative Rolle von Frontex sowie ihre Überwachungsmöglichkeiten. Diese Änderungen machen Frontex zu einer der größten EU-Agenturen und geben ihr ein noch nie dagewesenes Maß an Autonomie.
Am 16. April 2014 stimmte das Europäische Parlament über die Seeaußengrenzenverordnung ab. Diese bezieht sich auf die neue Richtlinie 2013/32/EU (Asylverfahrensrichtlinie) und regelt den Umgang von Frontex mit Flüchtlingsbooten unter Durchführung vorverlagerter Grenzkontrollen auf See. Zugleich ist klargestellt, dass Frontex die Pflicht zur Seenotrettung hat und Einwandererboote nicht mehr abdrängen oder zur Umkehr aufs offene Meer zwingen darf (siehe auch Asylpolitik der Europäischen Union und Einwanderung über das Mittelmeer in die EU). Die Richtlinie legt das Ausschiffen in bestimmte Transitländer fest und verbietet das Ausschiffen in solche Länder, wo den Aufgegriffenen oder Geretteten eine Gefahr für Leben oder Freiheit droht.

## Operationen
Frontex führt mehrere Operationen durch, die meist mit Codewörtern der griechisch-römischen Mythologie beschrieben werden:

### 2006 Poseidon
Die „Gemeinsame Operation Poseidon“ begann 2006, nachdem Griechenland die Überwachung der See- und Landgrenzen des Landes zwischen dem EU-Mitglied Griechenland und der Türkei durch Frontex beantragt hatte. Die gemeinsame Operation ist in zwei Teile unterteilt: die Seeoperation Poseidon, die die Seegrenzen der EU mit der Türkei im Mittelmeer und in der Ägäis überwacht, und die Landoperation Poseidon, die die südöstliche Landgrenze der EU mit der Türkei am Fluss Evros überwacht. Die Operation wurde 2011 noch erweitert. Gegen Ende 2015 wurde diese Operation durch Poseidon Rapid Intervention ersetzt.

### 2011 Hermes
Die „Gemeinsame Operation Hermes“ begann am 20. Februar 2011, nachdem Italien eine Frontex-Überwachung des Mittelmeers zwischen Italien und Nordafrika beantragt hatte, da die Südgrenze der EU im Mittelmeer liegt. Anschließend trat die libysche Flugverbotszone in Kraft und die Kampfhandlungen begannen am 20. März 2011.
Die Niederlande stellten dazu ein Dornier 228-Flugzeug der Küstenwache mit Luftwaffenbesatzung zur Verfügung und Portugal eine C-295MPA der Luftwaffe, die auf Malta und Pantelleria stationiert ist. Bei den ersten Frontex-Vertretern der Mission Hermes 2011 handelte es sich um „Screener“ und „Debriefer“: Das sind Mitarbeiter aus verschiedenen EU-Mitgliedstaaten, die die Bootsflüchtlinge auf Lampedusa identifizieren und befragen sollen – unter anderem über die Transportwege. Derartige Spezialisten stammen meist aus dem Grenzschutz der am Einsatz beteiligten Länder. Die Zahl der beobachteten Schiffsladungen mit Menschen, die über diesen Sektor illegal in die EU einreisen wollten, stieg von 1.124 im ersten Quartal 2013 auf 5.311 im zweiten Quartal 2013.

### 2014 Triton

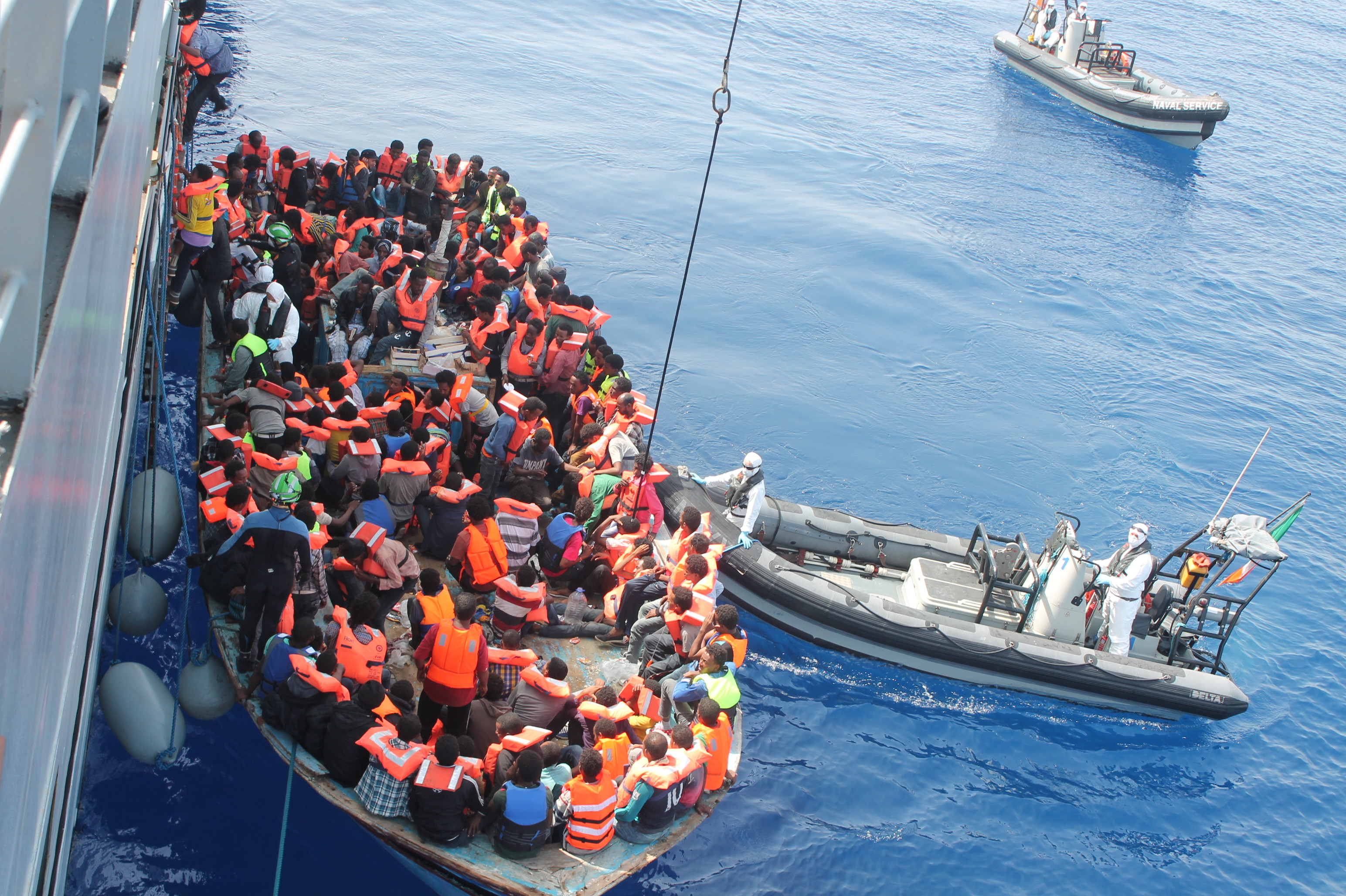
Die Eithne, Flaggschiff der irischen Marine, rettet Migranten im Rahmen der Triton-Mission im Juni 2015

Die Operation Triton war eine Grenzschutzsoperation, die Frontex vom 1. November 2014 bis zum 1. Februar 2018 durchgeführte. Sie stand unter italienischer Kontrolle. Die Operation begann am 1. November 2014 und umfasst freiwillige Beiträge von 26 anderen europäischen Nationen (sowohl EU-Mitgliedstaaten als auch Nichtmitglieder). Derzeitige Beiträge zur Operation Triton kommen unter anderem von Kroatien, Island, Finnland, Norwegen, Schweden, Deutschland, die Niederlande, Frankreich, Spanien, Irland, Portugal, Österreich, die Schweiz, Rumänien, Polen, Litauen, Malta und das Vereinigte Königreich. Die Operation wurde begonnen, nachdem Italien die Operation Mare Nostrum beendet hatte, deren Finanzierung für das Land zu kostspielig geworden war. Mare Nostrum, welche zwölf Monate dauerte, kostete die italienische Regierung monatlich 9 Millionen Euro. Die italienische Regierung hatte von den anderen EU-Mitgliedstaaten zusätzliche Mittel angefordert, diese sendeten jedoch nicht die angeforderte Unterstützung. Die Einsatzmittel der Operation Triton bestehen aus zwei Überwachungsflugzeugen, drei Schiffen und sieben Mitarbeiterteams, die Informationen sammeln und Überprüfungen und Prozesssteuerung durchführen. Im Jahr 2014 wurde das Budget auf 2,9 Millionen Euro pro Monat geschätzt.

### Weitere Operationen
- Hera: Kanarische Inseln/Küste Westafrikas

Am 11. August 2006 begann ein Frontex-Einsatz zur Überwachung der Kanarischen Inseln („Operation Hera II“). 2006 landeten hier rund 31.000 Flüchtlinge auf überfüllten Booten. Das waren fast genauso viele wie in den vier Jahren zuvor. Die meisten kamen aus Senegal, Mali, Mauretanien, Gambia und Niger. Ihre Boote starteten meist von der senegalesischen Küste, etwa 1300 Kilometer entfernt von den Inseln. Dies war wohl eine Reaktion auf die Sperrung der nordafrikanischen Enklaven Ceuta und Melilla; dort verhindern abermals höher gezogene Stacheldrahtzäune ein Durchkommen
- Nautilus: Mittelmeer zwischen Nordafrika und Malta/Süd-Italien.
- Amazon: internationale Flughäfen, Kontrolle von Immigranten aus Lateinamerika[82]

- RABIT Operation: November 2010 bis Februar 2011, Grenze von Nord-Griechenland zur Türkei

Die RABIT-Operation wurde im März 2011 durch die Mission Poseidon 2011 Joint Operation ersetzt und arbeitet im Evros-Gebiet.
- Eurocup 12: im Zuge der Europameisterschaft 2012 in Polen und der Ukraine[84]
- Xenios – Zeus
- Aspida – Schild: griechisch-türkische Grenze, August 2012 bis April 2013.
- Neptune: Ab Juni/Juli 2013 in Ungarn und Kroatien[85] (Folgekonferenz November 2013 in Wien, 1. Westbalkan-Konferenz)
- Themis löste am 1. Februar 2018 Triton ab.[86]
- 2019 wurde der erste Frontex-Einsatz außerhalb der EU in Albanien begonnen.[87]
- 2022 begann der Einsatz Operation Terra in zwölf EU-Mitgliedsstaaten.[88]

Frontex organisierte und finanzierte eine europäische Sammelabschiebung am 3. Juni 2009 von Wien nach Nigeria, und eine weitere (deutsch-polnische) Massenabschiebung am 8. Juni 2009 von Berlin nach Hanoi (Vietnam).
Im Oktober 2010 teilte EU-Innenkommissarin Cecilia Malmström mit, dass bis zu 90 % der illegalen Einwanderer die EU über Griechenland erreichen. Athen forderte Grenzschützer der EU-Agentur Frontex an.
Mit ihrer langen Küstenlinie und den zahlreichen Inseln ist die griechische Grenze schwer zu kontrollieren. Der Sachverhalt ist bislang (Stand März 2012) nicht abschließend geklärt.
Im März 2012 forderten Deutschland, Österreich und fünf weitere EU-Länder von Griechenland einen besseren Grenzschutz, um die illegale Einreise von Flüchtlingen zu stoppen.
An der bulgarischen Grenze zur Türkei, in Swilengrad, arbeiteten 2011 bereits Experten von Frontex aus Belgien, den Niederlanden, Rumänien, Deutschland und Österreich mit der bulgarischen Grenzpolizei zusammen. Im Jahr 2017 waren 126 Grenzschützer sowie sechs Fahrzeuge mit Wärmebildkameras und anderem technischen Gerät in Bulgarien im Einsatz. Im Jahr 2024 werden die Einsatzkräfte um 500–600 Einsatzkräfte verstärkt.
Griechische und türkische Grenztruppen sind mit Frontex als „Endnutzer“ an einem EU-Forschungsprojekt zur Entwicklung von Überwachungsrobotern beteiligt. Entwickelt werden autonome Landroboter mit Überwachungskameras, die Fahrzeuge, Personen und „gefährliche Substanzen“ aufspüren sollen. Um die Gefangenen unterbringen zu können, kündigte die Regierung in Athen den Neubau von 30 Abschiebegefängnissen an.
Frontex unterzeichnete im Juni 2012 ein Abkommen mit der türkischen Republik, das die Zusammenarbeit intensivieren soll. Im Gegenzug sollen Türken EU-Visaerleichterungen erhalten.

## Kontroversen

### Menschenrechtsverletzungen
Zahlreiche Menschenrechtsorganisationen kritisieren Frontex in Zusammenhang mit militärischen Flüchtlings-Abwehrmaßnahmen in der Mittelmeer-Region. Dabei kommt ein Rechtsgutachten des European Center for Constitutional and Human Rights (ECCHR) zu dem Schluss, dass die EU-Grenzschützer auch außerhalb der Territorien der EU-Staaten – also etwa auch auf Hoher See jenseits der 12-Meilen-Zone – an Flüchtlings- und Menschenrechte gebunden sind. Mitten auf dem Meer aufgegriffene Flüchtlinge haben demzufolge das Recht, einen Asylantrag zu stellen. Sie dürfen auch nicht zurückgeschoben werden, wenn ihnen möglicherweise Verfolgung oder Misshandlung droht. Um Flüchtlinge nicht bis zur Mittelmeerküste gelangen zu lassen, wird auch die Einrichtung von Lagern in entlegenen Wüstengebieten durch Frontex unterstützt. Hierzu zählen in Libyen die Kufra-Oasen und Sabha.
Flüchtlinge aus dem Senegal beschrieben in Report Mainz, gesendet am 5. Oktober 2009, wie ihr Boot auf See aufgebracht wurde: „Wir hatten nur noch drei Tage zu fahren, da hat uns ein Polizeischiff aufgehalten. Sie wollten uns kein Wasser geben. Sie haben gedroht, unser Boot zu zerstören, wenn wir nicht sofort umkehren. Wir waren fast verdurstet und hatten auch Leichen an Bord. Trotzdem mussten wir zurück nach Senegal.“ Amnesty International, Pro Asyl und der Evangelische Entwicklungsdienst bestätigen auf Anfrage von Report Mainz übereinstimmend solche Berichte.

#### Pushbacks Richtung Türkei
In mehreren türkischen Medien wurde gemutmaßt, am 25. August 2011 sei es zu einem möglichen Schusswaffengebrauch von Grenzschutzbeamten im Rahmen der Frontex-Operation „Poseidon Land“ gegenüber Migranten an der türkisch-griechischen Landgrenze gekommen. Eine Gruppe von Migranten hätte versucht, mit Schlauchbooten den Evros zwischen der Türkei und Griechenland zu überqueren, als laut den Meldungen von griechischer Seite das Feuer auf die Boote eröffnet worden sei. Auf Anfrage war der deutschen Bundesregierung auch nach Verbindungsaufnahme mit Angehörigen der Bundespolizei vor Ort sowie mit den national zuständigen Behörden jedoch nichts bekannt.
Am 1. März 2012 sollen Schleuser in der Nacht am griechisch-türkischen Grenzfluss Evros (Meriç)  nach Bedrohung das Feuer auf Beamte von Frontex eröffnet haben. Die Beamten hätten darauf angeblich das Feuer erwidert, berichtete die Polizei dem Staatsrundfunk zufolge. Dabei seien zwei Menschen verletzt worden. Unter ihnen sollen ein mutmaßlicher Schleuser und ein Migrant sein. Im November 2013 kam es zu einem ähnlichen Zwischenfall.
Im Oktober 2013 gab Frontex-Direktor Ilkka Laitinen zu, dass Frontex jährlich mehrmals Flüchtlingsboote im Mittelmeer abgedrängt und Flüchtlinge auch unter Androhung von Gewalt ohne Asylprüfungsverfahren abgeschoben hatte. Die dieser Praxis zugrunde liegende EU-Verordnung hatte der Europäische Gerichtshof für Menschenrechte bereits 2012 als Menschenrechtsverletzung verurteilt und für nichtig erklärt. Laitinen erklärte, diese „Push-back-Aktionen“ seien nicht akzeptabel, jedoch wiesen die Statistiken fünf- bis zehnmal jährlich solche Fälle nach, in denen einem solchen Verdacht nachgegangen werden müsse.

#### Kollaboration mit Libyen
Nach im April 2021 veröffentlichten Rechercheergebnissen von Der Spiegel, Lighthouse Reports, Monitor und Libération widersetzt sich Frontex der im Jahr 2012 getroffenen Entscheidung des Europäischen Gerichtshofs für Menschenrechte, dass Flüchtlinge nicht zurück nach Libyen gebracht werden dürfen (da ihnen dort Folter und Tod drohen). Laut den Recherchen benachrichtigte Frontex bei Identifizierung von Flüchtlingsbooten auf dem Mittelmeer durch eigene Luftaufklärung in den meisten Fällen nicht zivile europäische Rettungsschiffe – selbst wenn diese sich am nächsten zur Position der Flüchtlingsboote befanden – sondern die libysche Seenotrettungsleitstelle beziehungsweise die libysche Küstenwache. Laut einem internen EU-Dokument sind im Jahr 2020 insgesamt 11.891 Flüchtlinge auf dem Mittelmeer von der libyschen Küstenwache in libysche Flüchtlingsgefängnisse zurückgebracht worden, wo laut dem Europäischen Auswärtigen Dienst, „sexuelle Gewalt, Lösegeld-Erpressung, Zwangsarbeit und ungesetzliche Tötungen“ weitverbreitet seien.

#### Pushbacks in der Ägäis
Recherchen mehrerer länderübergreifender Medien (Der Spiegel, Lighthouse Reports, Bellingcat, Report Mainz und TV Asahi) belegen, dass Frontex auch im Jahr 2020 bei Pushbacks in der Ägäis anwesend war, diese Praktiken duldete und auch in mindestens einem Fall selbst ausübte, indem ein Frontex-Boot mit hoher Geschwindigkeit an einem Flüchtlingsboot vorbeifuhr, um es so in Richtung Türkei abzudrängen. Im Januar 2021 nahm das Europäische Amt für Betrugsbekämpfung (OLAF) diesbezüglich Ermittlungen auf. Im selben Monat begann auch die Europäische Bürgerbeauftragte und eine vom Europäischen Parlament eingerichtete Prüfgruppe, die Vorwürfe zu untersuchen. Von März 2020 bis April 2021 hat die griechische Küstenwache bei Einsätzen von Frontex 132 Flüchtlingsboote in türkische Gewässer zurückgebracht.
Am 19. Januar 2023 versprach Exekutivdirektor Hans Leijtens, dass es zu keinen Pushbacks mehr kommen werde. Der NDR dokumentierte, dass weiter Pushbacks in der Ägais stattfinden, da die Kompetenzen von Frontex gegenüber den der nationalen Grenzschutzbehörden nachrangig sind.

#### Weitere Vorwürfe

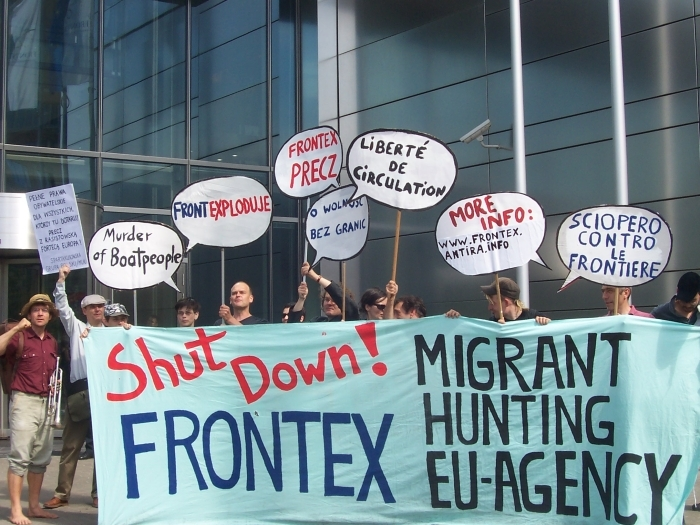
Demonstration gegen Frontex vor dem Hauptsitz in Warschau, 2008

Im Dezember 2014 hatte Frontex nach dem Zwischenfall mit dem Frachter Blue Sky M behauptet, die Flüchtlinge auf dem Schiff seien von Schleppern im Stich gelassen worden. Berichte, wonach das Schiff am 30. Dezember 2014 führerlos vor der Küste von Korfu getrieben haben soll, erwiesen sich jedoch als falsch. Zwar waren Flüchtlinge an Bord, jedoch bestand zu keinem Zeitpunkt Lebensgefahr für sie. Die fingierte SOS-Meldung, mit der italienische Retter an Bord gerufen wurden, hatte nichts mit dem Zustand von Schiff und Besatzung zu tun.
Im August 2016 wurde in The Intercept ein Artikel mit Frontex-Dokumenten veröffentlicht; demnach schossen im März 2014 Beamte der griechischen Küstenwache in der Ägäis auf ein schnelles Schmugglerboot, das trotz mehrfacher Aufforderung nicht gestoppt hatte. Insgesamt wurden später 16 Löcher im Boot festgestellt.
Im August 2019 wurden Medienberichte veröffentlicht, wonach Frontex Menschenrechtsverletzungen wie Gewaltexzesse an den EU-Außengrenzen durch nationale Grenzbeamte dulde und bei Abschiebeflügen sogar selbst gegen Menschenrechte verstoße. Die Vorwürfe basieren auf der Auswertung interner Frontex-Dokumente durch das ARD-Politmagazin report München, die Tageszeitung The Guardian und das Recherchezentrum Correctiv. Eine Sprecherin der EU-Kommission versprach, den Vorwürfen nachzugehen.
Eine Klage auf Offenlegung von Frontex-Schiffspositionen wurde vom Europäischen Gericht abgewiesen. Die Forderung von Frontex nach Erstattung von Anwalts- und Gerichtskosten führte zu einer weiteren Auseinandersetzung vor Gericht. Das Europäische Gericht nannte die Forderung von Frontex „überzogen“, das Europäische Parlament forderte die Agentur auf, sie zurückzuziehen.

### Treffen mit Lobbyisten
Im Februar 2021 veröffentlichte das ZDF Magazin Royale gemeinsam mit den NGOs FragDenStaat und Corporate Europe Observatory auf einer Website, unter dem Namen Frontex Files, Dokumente, die heimliche Lobbytreffen von Frontex mit Rüstungsunternehmen wie Glock, Airbus und Heckler & Koch belegen sollen. In der Recherche wird Frontex vorgeworfen, Treffen mit Lobbyisten verheimlicht zu haben und unehrlich auf Anfragen geantwortet zu haben.